# Hotel Stadt Rom (Dresden)

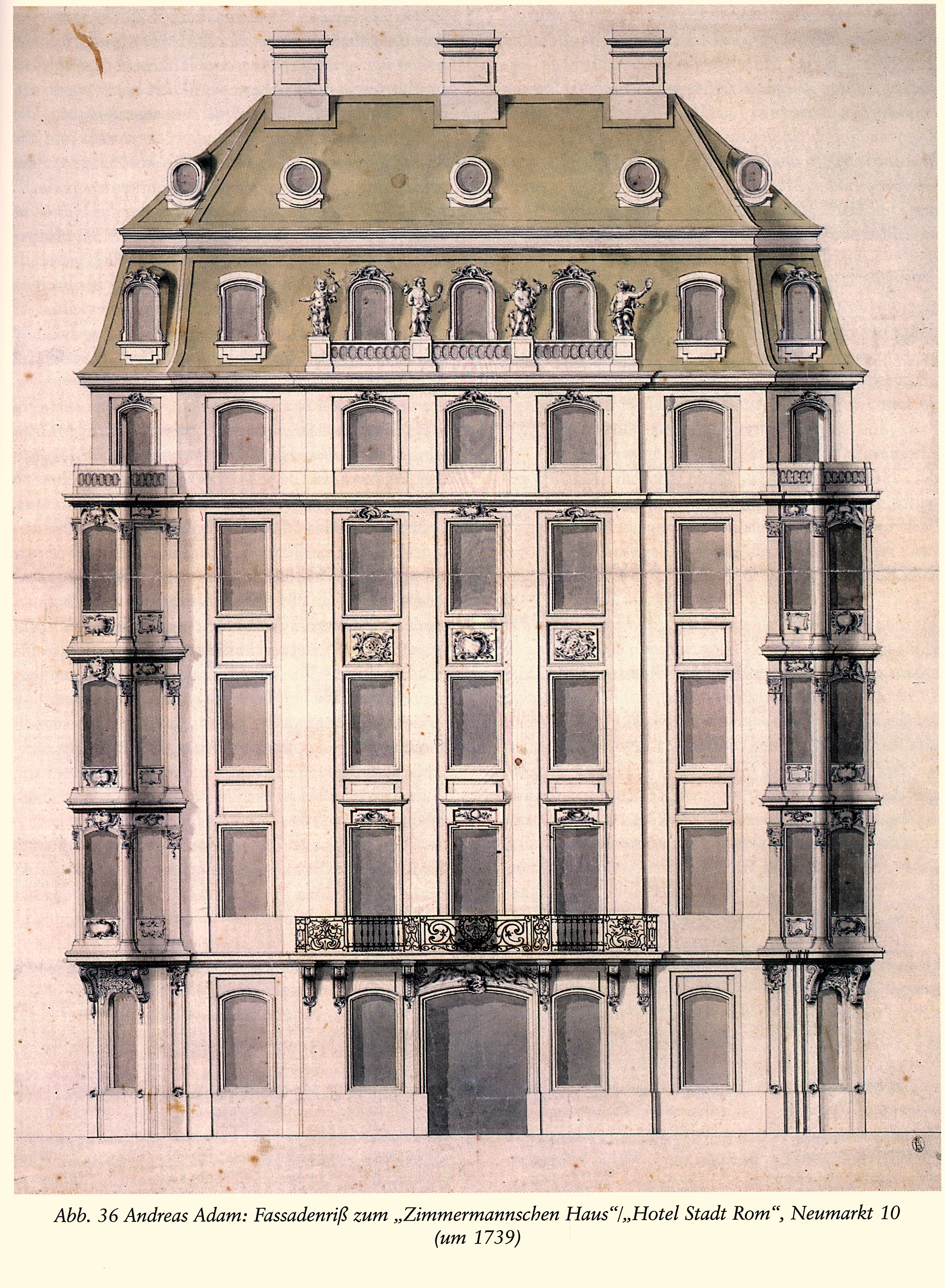
Zimmermannsches Haus (Hotel Stadt Rom), Neumarkt 10 in Dresden, Entwurf von Andreas Adam um 1739

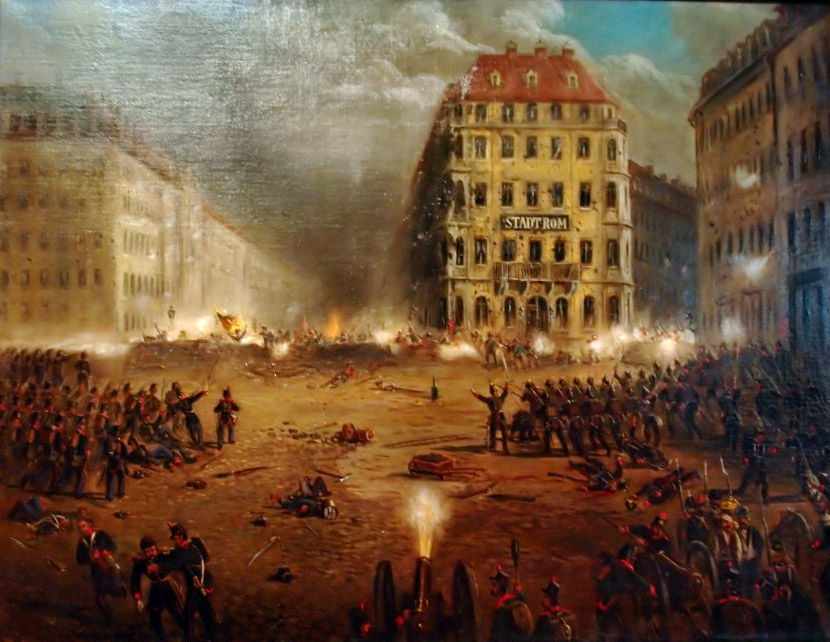
Hotel Stadt Rom während des Dresdner Maiaufstands

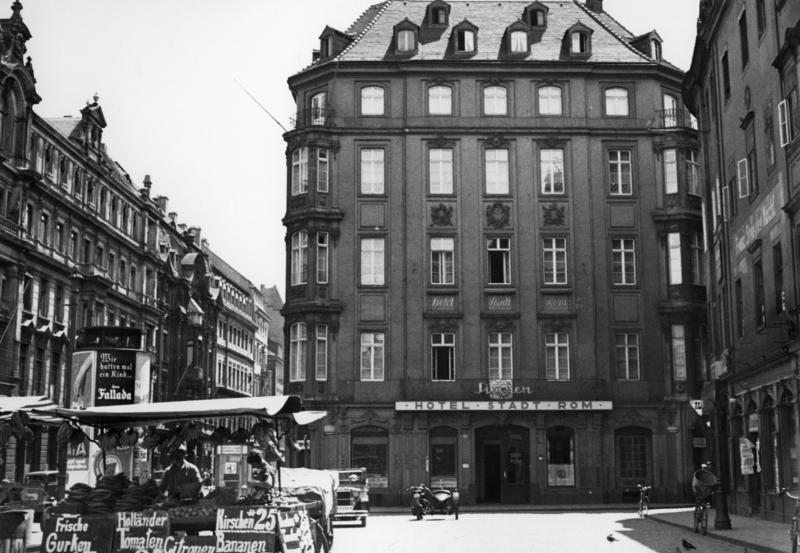
Hotel Stadt Rom um 1930

Das Hotel Stadt Rom am Neumarkt 10 zwischen Moritzstraße und Kleiner Kirchgasse in Dresden wurde nach Entwürfen von Maurermeister und Pöppelmann-Schüler Andreas Adam 1739/40 erbaut. Bei den Luftangriffen auf Dresden wurde das Haus 1945 zerstört und die Ruine später abgerissen. Gemäß Stadtratsbeschluss soll das Gebäude unter Verwendung von Spolien in historischer Gestalt rekonstruiert werden. Nach Abschluss des Bauleitverfahrens könnte der Baustart etwa 2027 erfolgen.

## Geschichte
Am 9. April 1739 erwarb der königlich-polnische und kurfürstlich-sächsische Regierungskanzlist Gottlieb Zimmermann drei Häuser und ließ diese für einen Neubau nach Entwürfen von Maurermeister Andreas Adam um 1739 abbrechen. Aber bereits am 12. April 1739 bezahlte der kurfürstliche Mühleninspektor Johann Caspar Richter 7400 Thaler an den Regierungskanzlist Zimmermann. Richter wusste am 13. Mai 1739 zu berichten, dass er die Absicht hatte das „jünsthin erkauffte am Neumarckte gelegene Zimmermannsche Haus völlig niederreißen und von Grund auf neu aufbauen zu laßen“. Wegen des „neu aufbauenden Zimmermannschen Hauses“ wurde Andreas Adam beauftragt. Als der Bau am 27. Oktober 1740 vollständig in den Besitz Richters überwechselte, bezeichneten die Akten das Haus als neu erbaut.
Im preußischen Bombardement im Siebenjährigen Krieg vom 19. Juli 1760 brannte das Haus aus. Das Gebäude gehörte seit dem 3. Februar 1768 dem Kammerpräsidenten Hans Christoph von Poigk, der es restaurieren ließ. 1833 wurde das Gebäude als Hotel eröffnet. Im Mai 1843 wohnte der 25-jährige Karl Marx für zwei Wochen im Hotel. 1849 fanden vor dem Hotel Barrikadenkämpfe des Dresdner Maiaufstandes statt. 1909 entging das Hotel nur knapp dem Abriss wegen Straßenverbreiterungen.
In den 1930er Jahren hatte das Hotel 60 Betten.

## Architektur
Das Gebäude stand von drei Seiten frei. Es war fünfachsig, fünfgeschossig und schloss mit einem Mansarddach ab. Der Mittelrisalit war drei Fensterachsen breit und wurde seitlich von Rücklagen flankiert, die eine Fensterachse breit waren. Der mit Rocailledekor versehene Risalit war gegenüber den schmucklosen Rücklagen „ganz im Sinne der Knöffelschen Gestaltungsweise zudem noch dekorativ hervorgehoben“. An den Ecken befanden sich jeweils dreigeschossige Erker. Das Dach hatte grau-schwarze Schiefer anstatt üblicher roter Dachziegel.

## Kunstgeschichtliche Bedeutung
Laut dem Architekturhistoriker Stefan Hertzig zählt das Gebäude zu den „schönsten und besten Bauten nicht nur im zweiten Drittel des 18. Jahrhunderts, sondern überhaupt des gesamten bürgerlichen Bauwesens Dresden“.
Hertzig zufolge verband das Haus die Gestaltungsweise von Johann Christoph Knöffel und die des Matthäus Daniel Pöppelmann miteinander:

„Auf einzigartige Weise verbanden sich hier tatsächlich die Einflüsse des Knöffelschen Lisenenstils (prachtvoll gearbeiteter Rocailledekor unter den Fenstern zwischen einer strengen Lisenengliederung der Fronten) mit den hochbarocken Formen Pöppelmanns (kurvierte und reich mit Ornament geschmückter Eckerker […]).“